# جتك-كيو تي

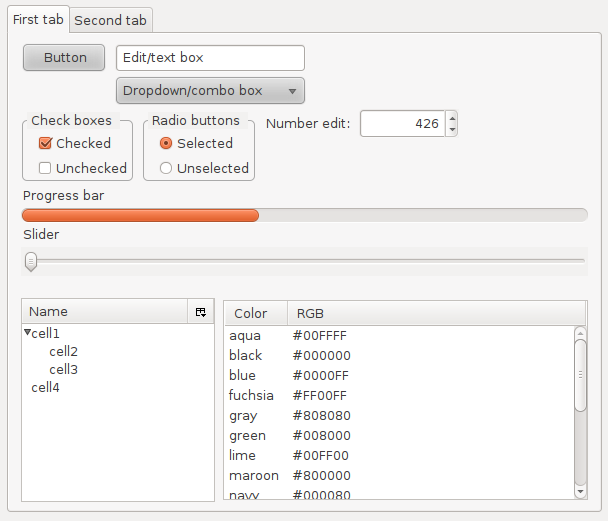

جتك-كيو تي (بالإنجليزية: GTK-Qt Theme Engine)‏ هو مشروع يتيح لجتك+ استخدام مظهر أدوات Widgets كيو تي. يتعامل المحرك كمحرك شكل جتك+ تقليدي، لكنه يقوم باستدعاء الدوال من كيو تي بدلاً من أداء عمليات الرسم نفسها.

## وصلات خارجية
- GTK-Qt Theme Engine
- GTK-Qt نسخة محفوظة 9 مايو 2008 على موقع واي باك مشين. at KDE-Look.org